# Hazelwood (Misuri)
Hazelwood es una ciudad ubicada en el condado de San Luis en el estado estadounidense de Misuri. En el Censo de 2010 tenía una población de 25703 habitantes y una densidad poblacional de 592,16 personas por km².

## Geografía
Hazelwood se encuentra ubicada en las coordenadas 38°47′41″N 90°23′45″O / 38.79472, -90.39583. Según la Oficina del Censo de los Estados Unidos, Hazelwood tiene una superficie total de 43.41 km², de la cual 41.49 km² corresponden a tierra firme y (4.41%) 1.91 km² es agua.

## Demografía
Según el censo de 2010, había 25703 personas residiendo en Hazelwood. La densidad de población era de 592,16 hab./km². De los 25703 habitantes, Hazelwood estaba compuesto por el 64.13% blancos, el 30.48% eran afroamericanos, el 0.27% eran amerindios, el 1.37% eran asiáticos, el 0.04% eran isleños del Pacífico, el 1.21% eran de otras razas y el 2.5% pertenecían a dos o más razas. Del total de la población el 3.02% eran hispanos o latinos de cualquier raza.